# Stenocercus nigromaculatus
Stenocercus nigromaculatus este o specie de șopârle din genul Stenocercus, familia Tropiduridae, descrisă de Mary Noble în anul 1924. Conform Catalogue of Life specia Stenocercus nigromaculatus nu are subspecii cunoscute.